# Comté de Chinchilla
Le comté de Chinchilla était une zone d'administration locale dans le sud-est du Queensland en Australie.
Le comté comprenait les villes de :
- Chinchilla ;
- Brigalow ;
- Kogan.

L'économie de la région est basée sur l'agriculture : élevage de bœufs, de porcs et de moutons (laine) ; horticulture.
Le 15 mars 2008, il a été fusionné avec la ville de Dalby, les comtés de Murilla, de Tara et de Wambo ainsi que d'une partie du comté de Taroom pour former la région de Dalby.